# Amelia Wershoven
Amelia Wershoven, także Wood oraz Bert (ur. 11 grudnia 1930 w Ridgefield Park, zm. 7 czerwca 2013 w Mattituck) – amerykańska lekkoatletka, która specjalizowała się w rzucie oszczepem.
Podczas pierwszej edycji igrzysk panamerykańskich w 1951 roku zdobyła srebrny medal w rzucie oszczepem oraz zajęła piąte miejsce w pchnięciu kulą. Cztery lata później udział w kolejnych zawodach obu Ameryk zakończyła na trzeciej lokacie. Reprezentowała USA podczas igrzysk olimpijskich w 1956 roku, zajmując czternaste miejsce. Drugi brązowy medal igrzysk panamerykańskich zdobyła w Chicago w 1959. Uczestniczka meczów międzypaństwowych.
Wielokrotna złota medalistka mistrzostw kraju w rzucie oszczepem, pchnięciu kulą (także w hali), a także w nietypowej konkurencji rzutu piłeczką bejsbolową – Amerykanka w sierpniu 1957 wynikiem 76,92 ustanowiła jeden z najlepszych rezultatów w historii wśród kobiet w tej konkurencji. 
Rekord życiowy w rzucie oszczepem – 47,22 (1958).
Zamężna z Johnem E. Woodem, z którym miała córkę Suzanne i trzech synów: Brendana, Seana i Terence'a.